# Festival du Thé Vert
Le Festival du Thé Vert est un festival de musiques actuelles créé en 2004 qui se déroule chaque année le premier ou deuxième week-end de juillet, dans la ville française de Nogent-le-Rotrou en Eure-et-Loir.

## Historique
Né en 2004 de la volonté de l'association l'Arrosoir (organisatrice de concerts en salle), le festival du Thé Vert a pour objectif de favoriser la rencontre entre des publics et des artistes.
Après une édition "année 0" en 2003, c’est en 2004 que le Festival du Thé Vert est devenu un rendez-vous annuel passant à 2 jours dès 2005...
La ligne directrice de la programmation fait appel à la curiosité du public, mélange sans vergogne et sans aucun tabou les styles et les disciplines artistiques, les artistes reconnus et les découvertes. Pour l’organisation du Thé Vert, l’association s'appuie sur une soixantaine de bénévoles et sur une équipe technique professionnelle (9 intermittents) pleinement investie dans le projet.

## Lieux
Depuis la première édition, la grande scène du festival du thé vert est installée au Théâtre de Verdure à Nogent-le-Rotrou, d'où son nom (THÉâtre de VER(T)dure). Lors des éditions suivantes, une scène secondaire est également installée au théâtre de verdure. Certains concerts en partenariat avec des commerçants de la ville de Nogent-le-Rotrou se déroulent également place Saint-Pol ou dans les bars de cette place, ainsi que dans la rue de la Herse.

## Programmation

### Années 2000

#### Édition 2004
C'est la première édition du festival. Elle n'eut lieu que sur une seule soirée le samedi 10 juillet 2004.

#### Édition 2005
À partir de 2005, le festival se déroule sur deux jours, la deuxième édition eut lieu les vendredi 8 et samedi 9 juillet 2005.

#### Édition 2006
La troisième édition du festival eut lieu les vendredi 7 et samedi 8 juillet 2006.

#### Édition 2007
La quatrième édition du festival s'est déroulée les vendredi 6 et samedi 7 juillet 2007.

#### Édition 2008
La cinquième édition du festival, qui s'est déroulée les vendredi 4 et samedi 5 juillet 2008, voit pour la première fois la présence du mouvement Kino sur le festival, mouvement qui sera alors présent lors des quatre éditions suivantes.

#### Édition 2009
La sixième édition du festival s'est déroulée les vendredi 3 et samedi 6 juillet 2009. Elle fut l'occasion d'inviter pour la première fois l'association locale de ludothèque Ludo'Perche, qui prendra place sur le site du festival chaque samedi après-midi lors des éditions suivantes.

### Années 2010

#### Édition 2010
La septième édition du festival s'est déroulée les vendredi 2 et samedi 3 juillet 2010.

#### Édition 2011
La huitième édition du festival s'est déroulée les vendredi 1 et samedi 2 juillet 2011. Pour marquer les 10 ans de l'association l'Arrosoir, la programmation fut composée, en partie d'artistes déjà présents lors des précédentes éditions.

#### Édition 2012
Le festival du Thé Vert n'a pas eu lieu en 2012, d'une part à cause d'un imprévu dans la programmation, et d'autre part parce que les subventions attribuées ne permettaient plus de faire face aux charges du festival.

#### Édition 2013
Après une année de pause, la neuvième édition du festival s'est déroulée les vendredi 5 et samedi 6 juillet 2013. En plus de la programmation officielle, Métal Impact, un groupe venu lors de la huitième édition, est revenu pour animer les inter-scènes. Pour la première fois, cette édition s'est ouverte par un concert sur la place Saint Pol (d'Astor et la Patronne) financée par l'Union des Commerçant de Nogent-le-Rotrou et Margon (UCIAL), et non par un concert au Théâtre de Verdure comme à son habitude.

#### Édition 2014
La dixième édition du festival s'est déroulée les vendredi 4 et samedi 5 juillet 2014. Pour la première fois depuis sa création, le festival se déroule en partie sous la pluie. et trois groupes sont déprogrammés « pour des raisons techniques ». Malgré cela, le festival a accueilli environ 4000 festivaliers.